# Carolinaskink
De carolinaskink (Emoia cyanogaster) is een hagedis uit de familie van de skinken (Scincidae).

## Naam
De wetenschappelijke naam van de hagedis werd voor het eerst voorgesteld door René Primevère Lesson in 1830. Oorspronkelijk werd de naam Scincus cyanogaster gebruikt. De soort wordt in andere talen wel met 'blauwbuikskink' aangeduid, en de wetenschappelijke soortaanduiding cyano-gaster betekent letterlijk 'blauwe buik'. De wetenschappelijke naam is afgeleid van Oudgrieks κύανος, (kuanos), blauw en γαστήρ, (gastēr), buik en slaat vooral op de mannetjes met hun blauwgroene buik die fel afsteekt tegen de rest van het lichaam.

## Uiterlijke kenmerken
De carolinaskink wordt maximaal 27 centimeter lang inclusief de lange staart. De lichaamskleur is bruin, de staart is meestal donkerder van kleur. Het is een slank gebouwde hagedis met gladde schubben, een lange staart, en dito poten en nek, de snuit is afgeplat.

## Verspreiding en habitat
De carolinaskink leeft in westelijk en zuidelijk Australië en in Indonesië. In tegenstelling tot de meeste skinken is het geen bodembewoner maar juist een boombewonende hagedis die graag in bomen klimt.
De habitat bestaat dan ook uit beboste gebieden met boomsoorten die een dichte kruin hebben waar de skink in schuilt maar hier komen ook veel prooien op af om te eten, zoals insecten. De mens wordt niet geschuwd en deze soort lijkt een voorkeur te hebben voor bananenplantages. De vrouwtjes zetten twee eieren af per legsel maar kunnen zich het gehele jaar door voortplanten.
Door de internationale natuurbeschermingsorganisatie IUCN is de beschermingsstatus 'veilig' (Least Concern of LC) toegewezen.